# Оповитий зеленню опівночі
Оповитий зеленню опівночі — фантастичний детектив 1942 року.

## Сюжет
Професор кримінології Фредерік Бреннер відомий у світі як Карл Вагнер, власник кухні. Свій заклад він використовує в якості сховища для своєї банди, яка скоїла ряд ризикованих пограбувань та вбивств. А складається ця банда не зі звичайних живих людей.